# 槃羅茶遂
槃羅茶遂（越南语：／；Mahā Sajai；生卒年不詳）是占城第十五王朝的末代君主，先王槃羅茶全之弟。1471年至1474年在位。「槃羅茶遂」是其在《大越史記全書》中的名字，在《明史》中以「槃羅茶悅」的名字登場。
1471年（成化七年），大越後黎朝攻破占城都城，俘虜國王槃羅茶全等人而歸。槃羅茶遂逃亡山中，被占人擁立為王。次年，槃羅茶遂遣使赴明。明憲宗派給事中陳峻、行人李珊為使前往占城冊封。陳峻船至占城的都城新州港（在今越南平定省），遭到越軍守將的阻攔，方才知道占城已被大越攻破，於是返回明朝復命。1474年（成化十年），越軍擒獲槃羅茶遂，立占城王族齋亞麻弗菴為傀儡國王，以原占城極南邊地封之。從此以後，作為獨立王國的占城滅亡。

## 腳註
1. ↑  值得一提的是，《大越史記全書》中也有一位名叫「槃羅茶悅」的占婆國王，在《明史》中被稱為「摩訶槃羅悅」，但與此人不是同一個人。

| 槃羅茶遂        |                                  |                         |
| 前任： 槃羅茶全 | 占婆第十五王朝君主 1471年—1474年 | 無 原因：第十五王朝滅亡 |
| 前任： 槃羅茶全 | 占婆國王 1471年—1474年           | 無 原因：占婆滅亡       |